# Aetholopus exutus
Aetholopus exutus är en skalbaggsart som beskrevs av Francis Polkinghorne Pascoe 1865. Aetholopus exutus ingår i släktet Aetholopus och familjen långhorningar. Inga underarter finns listade i Catalogue of Life.